# Мале Доле при Теменици
Мале Доле при Теменици (словен. Male Dole pri Temenici) је насељено место у општини Иванчна Горица, Средњесловенска регија, Словенија.

## Историја
До територијалне реорганизације у Словенији било је у саставу старе општине Гросупље.

## Становништво
У попису становништва из 2011. године, Мале Доле при Теменици је имало 27 становника.
| Број становника према пописима | Број становника према пописима | Број становника према пописима |
| ------------------------------ | ------------------------------ | ------------------------------ |
| 1991                           | 2002                           | 2011                           |
| 25                             | 29                             | 27                             |

Напомена: До 1955. исказивано под именом Мале Доле, а од 1955. до 1997. године под именом Мале Доле при Шентјурју.